# Live 8

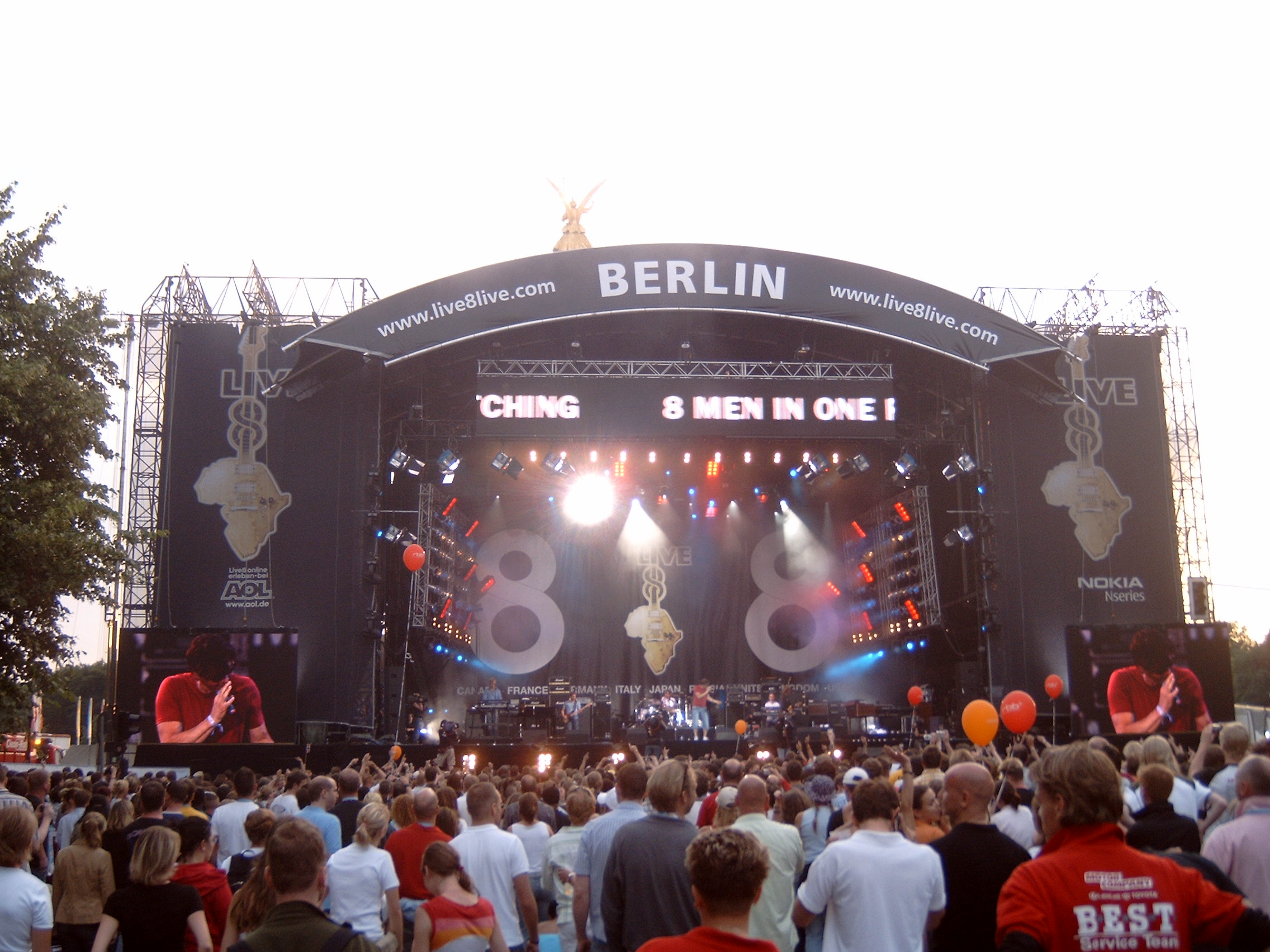
A-ha tijdens Live 8 in Berlijn

Live 8 was een serie gratis concerten, gehouden op 2 juli 2005 in de G8-landen plus Zuid-Afrika. De concerten gingen de top van de G8 in Schotland vooraf en vielen samen met de 20e verjaardag van Live Aid.
Net als Live Aid werd Live 8 georganiseerd door Bob Geldof en Midge Ure. Bob Geldof kondigde de gebeurtenis aan op 31 mei 2005. Anders dan Live Aid, waarmee geld voor hulp aan Afrika werd ingezameld, was Live 8 bedoeld om druk op de G8 uit te oefenen om handelsbelemmeringen op te heffen die in het nadeel van ontwikkelingslanden werken. Daarnaast zouden de G8 hun ontwikkelingshulp moeten vergroten tot de afgesproken 0,7% en het klimaatverdrag van Kyoto ratificeren. Meer dan 1000 muzikanten traden op, waaronder enkele acts van Live Aid. 182 televisiekanalen en 2000 radiostations zonden het concert uit.
Er werd kritiek geuit op het ontbreken van Afrikaanse artiesten. Oorspronkelijk waren Mariah Carey en Snoop Dogg de enige niet-blanke artiesten en uiteindelijk waren Youssou N'Dour en Dave Matthews de enige in Afrika geboren artiesten die toezegden. Nadat Bob Geldof een apart concert met alleen Afrikaanse artiesten aankondigde op dezelfde dag ("Africa Calling"), was hierop weer kritiek omdat dit concert apart gehouden werd.
Damon Albarn, de zanger van Blur, was een van de muzikanten met kritiek op het Live 8-project: "Zo help je Afrika niet. Het is geen zwak of ziek continent; het is juist ver in zijn ontwikkeling, op sommige gebieden misschien verder dan het Westen." Verder vond hij dat de optredende artiesten eigenlijk zouden moeten betalen voor deelname, "want ze krijgen gigantisch veel gratis publiciteit".
Enkele dagen na het Live 8-concert werd gemeld dat de verkoop van met name cd's van Pink Floyd, The Who, Velvet Revolver en Robbie Williams explosief waren gestegen. Daarop reageerde Pink Floyd-gitarist David Gilmour met de opmerking dat artiesten en platenmaatschappijen de extra winst die ze maakten aan een goed doel moesten schenken. The Who en Keane maakten bekend dat inderdaad te zullen doen.

## Programma

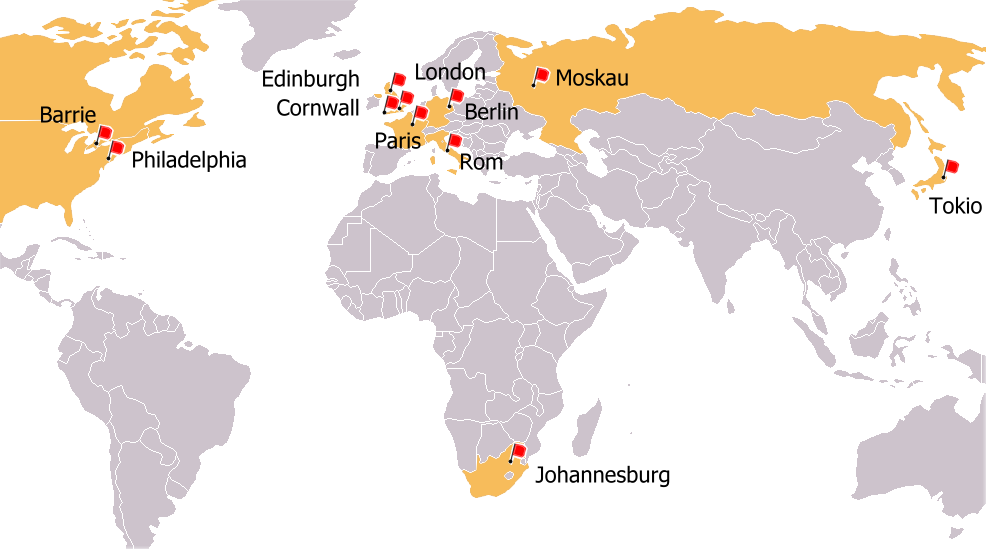
Concerten Live 8

### Hyde Park,Londen
De line-up:
- Paul McCartney en U2: Sgt. Pepper's lonely hearts club band
- U2: Beautiful day (met Blackbird op het eind), Vertigo, One (met Unchained melody op het eind)
- Coldplay: In my place, Fix you
- Coldplay en Richard Ashcroft: Bitter sweet symphony
- Elton John: The bitch is back, Saturday Night's Alright for Fighting
- Elton John en Pete Doherty: Children of the revolution
- Dido: White flag
- Dido en Youssou N'Dour: Thank you, 7 seconds
- Stereophonics: Dakota, Local boy in the photo, Bartender & the thief, Superman
- R.E.M.: Imitation of life, Everybody Hurts, The One I Love, Losing My Religion, Man on the moon
- Ms. Dynamite: Dy-na-mi-tee, Judgement day, Redemption song
- Keane: Somewhere only we know, Bedshaped,
- Travis: Sing, Side, Why does it always rain on me?
- Boomtown Rats: I don't like Mondays
- Annie Lennox: Why, Little bird, Sweet dreams
- UB40: Food for thought, Who you fighting for, Reasons, Red red wine
- Snoop Dogg: Signs, Drop It Like It's Hot, Who am I (What's my name)?
- Razorlight: Somewhere else, Golden touch, In the city
- Madonna: Like a prayer, Music, Ray of light
- Snow Patrol: Chocolate, Run
- The Killers: All these things that I've done
- Joss Stone: I had a dream, Super duper love, Some kind of wonderful
- Scissor Sisters: Laura, Take your mama, Everybody wants the same thing
- Velvet Revolver: Do it for the kids, Slither, Fall to Pieces
- Sting: Every breath you take, Driven To Tears, Message in a bottle (dit is dezelfde set die hij 20 jaar eerder bij Live Aid speelde)
- Mariah Carey: Make it happen, Hero, We belong together
- Robbie Williams: We Will Rock You, Let Me Entertain You, Feel, Angels
- The Who: Who Are You, Won't Get Fooled Again
- Pink Floyd: Speak to me, Breathe, Breathe (Reprise), Money, Wish You Were Here, Comfortably Numb
- Paul McCartney: Get back, Drive my car (met George Michael), Helter Skelter, The long and winding road, Hey Jude (finale, met alle andere artiesten)

### Brandenburger Tor,Berlijn
- a-ha:  Take on me
- Audioslave: Black Hole Sun,  Like a Stone
- Bap
- Brian Wilson: Heroes and Villains, God Only Knows, California Girls, Good Vibrations, Fun Fun Fun
- Chris de Burgh
- Crosby, Stills & Nash
- Die Toten Hosen
- Faithless: We Come 1
- Green Day: American idiot, Holiday, Minority, We are the champions
- Herbert Grönemeyer: Mensch, Bleibt alles anders, Flugzeuge im Bauch, Bochum, Heimat, Der Mond ist aufgegangen
- Joana Zimmer
- Juan Diego Flórez
- Juli
- Katherine Jenkins
- Lauryn Hill
- Reamonn
- Renee Olstead
- Roxy Music
- Sasha
- Silbermond
- Söhne Mannheims
- Tracy Chapman
- Wir Sind Helden

### Versailles,Parijs
- Louis Bertignac
- Andrea Bocelli
- Calogero
- Craig David
- Johnny Halliday
- Kyo
- Youssou N'Dour
- Yannick Noah
- Placebo: 20 years
- Axelle Red
- Renaud
- Shakira: Whenever, Wherever, La Tortura
- Muse: Hysteria, Time Is Running Out, Bliss, Plug In Baby

### Circus Maximus,Rome
- Biagio Antonacci
- Claudio Baglioni
- Alex Britti
- Cesare Cremonini

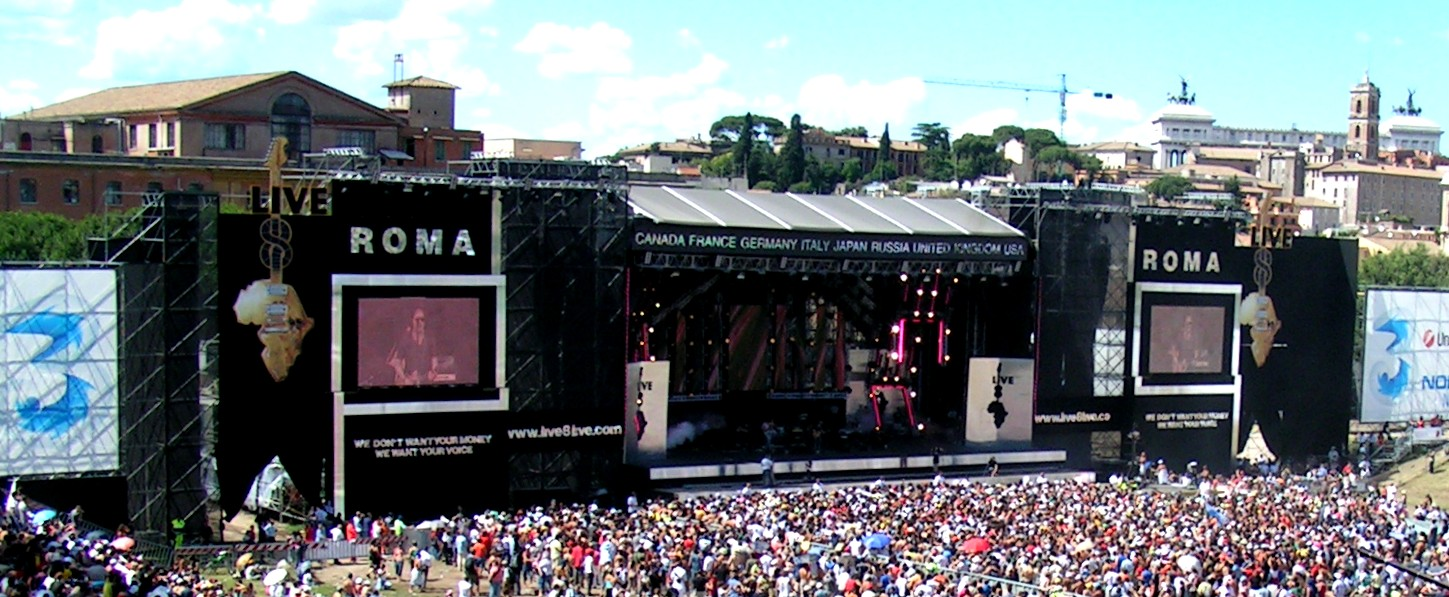
Live 8 te Rome

- Duran Duran: (Reach Up For The) Sunrise, Ordinary World, Save a Prayer, Wild Boys
- Francesco De Gregori
- Elisa
- Gemelli Diversi
- Irene Grandi
- Faith Hill
- Jovanotti
- Luciano Ligabue
- Fiorella Mannoia
- Tim McGraw
- Meg
- Negramaro
- Negrita
- Nek
- Noa
- Orchestra Piazza Vittorio
- Mauro Pagani
- Laura Pausini
- Piero Pelù
- Max Pezzali
- Planet Funk
- Povia
- Ron
- Stefano Senardi
- Tiromancino
- Velvet
- Antonello Venditti
- Le Vibrazioni
- Renato Zero
- Zucchero

### Museum of Art,Philadelphia
- Will Smith (presentatie): Gettin' Jiggy Wit It, Switch, The Fresh Prince of Bel Air
- Alicia Keys: For All We Know
- Bon Jovi: Livin' on a Prayer, Have a Nice Day, It's My Life
- Dave Matthews Band: American Baby
- The Black Eyed Peas:  Where Is the Love ?, Let's Get It Started, Get Up, Stand Up (met Rita & Stephen Marley)
- Def Leppard
- Destiny's Child: Survivor, Say My Name, Girl
- Jay-Z
- Kaiser Chiefs: Everyday I Love You Less and Less, I Predict a Riot
- Keith Urban
- Linkin Park: Crawling, Somewhere I Belong, In the End,  Breaking the Habit, Numb/Encore (met Jay-Z), Dirt off Your Shoulder/Lying from You (met Jay-Z),  Big Pimpin'/Papercut, (met Jay-Z), Jigga What/Faint (met Jay-Z)
- Maroon 5: This Love, She Will Be Loved
- Diddy
- Rob Thomas: Lonely No More
- Sarah McLachlan
- Kanye West: Diamonds from Sierra Leone
- Stevie Wonder: Master Blaster (Jammin'), Higher Ground (met Rob Thomas), Signed Sealed Delivered (met Adam Levine), So What the Fuss, Superstition

### Park Place,Barrie(Canada)
- Dan Aykroyd en Tom Green (presentatie)
- African Guitar Summit
- Barenaked Ladies
- Blue Rodeo
- Bruce Cockburn
- Bryan Adams: "Back To You", "Open Road", "This Side Of Paradise", "All For Love"
- The Bachman Cummings Band
- Céline Dion
- Deep Purple
- DobaCaracol featuring Kna'an
- Gordon Lightfoot
- Great Big Sea
- Jann Arden
- Les Trois Accords
- Mötley Crüe
- Our Lady Peace
- Sam Roberts
- Simple Plan
- Tegan and Sara
- The Tragically Hip
- Tom Cochrane
- Neil Young

### Makuhari Messe,Tokio
- Björk: Jóga
- Def Tech
- Dreams Come True
- Good Charlotte: Lifestyles of the rich and the famous
- McFly
- Rize
- Linkin Park
- Rihanna

### Rode Plein,Moskou
- Pet Shop Boys: It's a sin, Suburbia, Opportunities (Let's make lots of money), Domino dancing, New York City boy, Always on my mind, Where the streets have no name (I can't take my eyes of you), West End girls, Left to my own devices, Go West en It's a sin (toegift)
- B-2
- Spleen
- Moralkodex
- Bravo

### Eden Project,Cornwall
- Peter Gabriel
- Youssou N'Dour
- Angelique Kidjo
- Maryam Mursal
- Salif Keita
- Thomas Mapfumo
- Tinariwen
- Daara J
- Shikisha
- Ayub Ogada
- Modou Diouf & O Fogum

### Mary Fitzgerald Square,Johannesburg
- 4Peace Ensemble
- Jabu Khanyile and Bayete
- Lindiwe
- Lucky Dube
- Mahotella Queens
- Malaika
- Orchestra Baobab
- Oumou Sengare
- Zola (band)

### Murrayfield Stadium,Edinburgh(6 juli 2005)
- The Proclaimers: I'm gonna be (500 miles)
- The Corrs: When The Stars Go Blue (met Bono)
- Natasha Bedingfield
- Beverley Knight
- Travis: Why does it always rain on me
- Snow Patrol: Run
- Dido
- Texas
- Annie Lennox: Why, Sweet dreams
- Womad
- Sugababes: Stronger
- Ronan Keating
- McFly
- Youssou N'Dour & Neneh Cherry
- One Giant Leap: My culture (met Mahotekka Queens, Maxi Jazz, Neneh Cherry & Will Young)